# Sumpf-Weichorchis
Die Sumpf-Weichorchis (Hammarbya paludosa) ist die einzige Art der  monotypischen Gattung Weichorchis (Hammarbya) in der Familie der Orchideen (Orchidaceae). Sie zählt zu den kleinsten und auch seltensten Orchideen, die in Europa vorkommen.
Von einigen botanischen Autoren wird sie der Gattung Malaxis als die Art Malaxis paludosa zugeordnet. Eine wissenschaftliche Einigung in dieser Frage ist noch nicht herbeigeführt. Aufgrund verschiedener Gemeinsamkeiten sind die Gattungen Hammarbya, Liparis und Malaxis in der Tribus Malaxideae erfasst.

## Namenserklärung
Der Gattungsname Hammarbya ist etymologisch dem Landsitz Carl von Linnés, Hammarby in der Nähe der Stadt Uppsala zuzuordnen. Carl Ernst Otto Kuntze, der den Namen erfand, schrieb, er sei „… dem  berühmtesten Naturforscher aller Zeiten, dem Herrn von Hammerby gewidmet“, also Carl von Linné gewidmet. Das Artepitheton paludosa ist das lateinische Wort paludosus „sumpfig, reich an Sümpfen“ als Hinweis auf das Vorkommen dieser Art.
Die deutschen Gattungsnamen Weichstendel, Weichorchis oder Weichwurz sind entstanden, als Hammarbya paludosa noch der Gattung Malaxis zugeordnet war. Von den Artnamen Sumpf-Weichorchis, Sumpf-Weichwurz, Sumpfweichblatt oder auch Weichstendel konnte sich noch kein Name eindeutig behaupten.

## Beschreibung

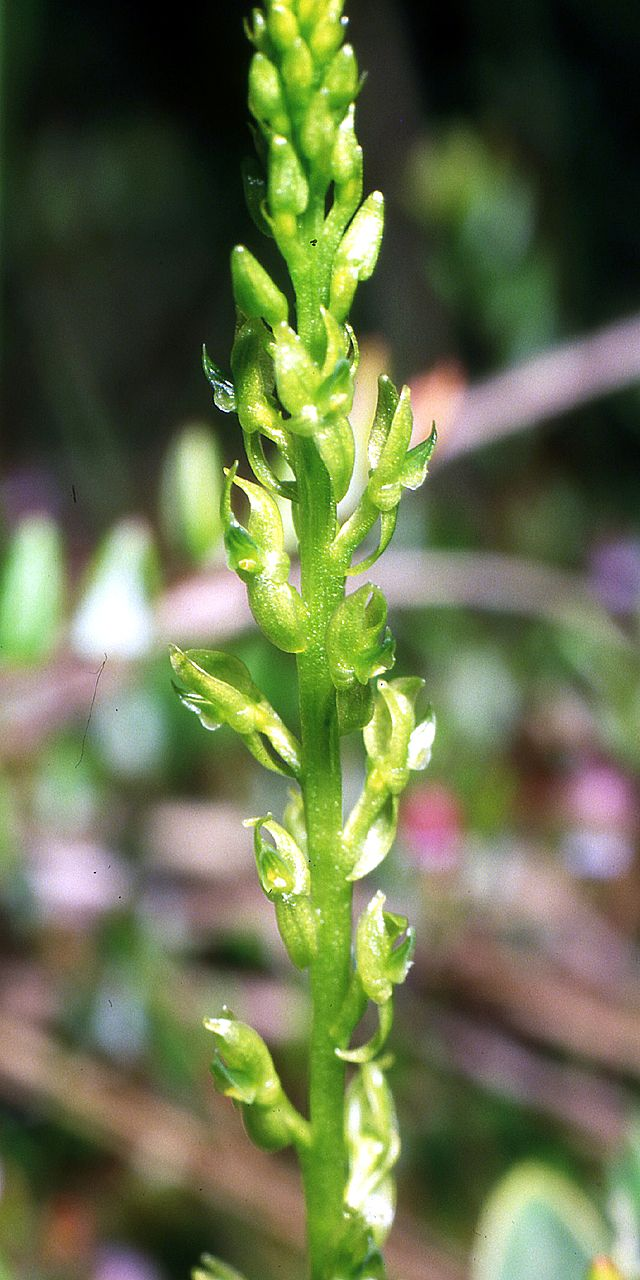
Sumpf-Weichorchis
(Hammarbya paludosa)
Blüten

Die Sumpf-Weichorchis ist ein mehrjähriger Rhizomgeophyt mit vertikalem Rhizom, einer tiefer liegenden, vorjährigen Scheinknolle und einer etwa 1 bis 2 Zentimeter höher sitzenden, oberirdischen, frischen Luftknolle, die dem Wachstum des die Pflanze normalerweise umgebenden  Sphagnumpolsters folgt.
Ausgewachsene Pflanzen bilden einen Stängel, der eine Höhe von 7 bis 17 Zentimetern erreichen kann. Am Grund des Stängels sitzen zwei aufrechte, länglich-eiförmige, aber ungleich große Rosettenblätter. Diese unterschiedlichen Laubblätter sind etwa 1,7 bis 3 Zentimeter lang und 0,4 bis 1 Zentimeter breit.
Der lockere Blütenstand ist 3 bis 9 Zentimeter lang und trägt 8 bis 40 unscheinbare, dem Stängel anliegende, grün bis grün-gelbe Blüten. Die lanzettlichen Tragblätter sind ungefähr so lang wie der Fruchtknoten.
Die spornlose Lippe (Labellum) ist etwa 2 bis 3 Millimeter lang und 1,6 bis 2 Millimeter breit. Sie ist mit vier dunkelgrünen Längsstreifen gezeichnet, konkav geformt und durch eine doppelte Resupination, das heißt durch eine Drehung um 360°, nach oben weisend. Die seitlichen Kelchblätter (Sepalen) sind aufwärts gerichtet, sind etwa  2,8 bis 3,2 Millimeter lang und 1,2 bis 1,3 Millimeter breit. Das mittlere Kelchblatt zeigt nach unten und ist etwa 3,1 bis 4,2 Millimeter lang, 1,4 bis 1,6 Millimeter breit und täuscht die Lippe vor. Die eiförmig-lanzettlichen Kronblätter (Petalen) zeigen nach außen und sind nach hinten gerollt.
Die allogame Art, die durch Schlupfwespen, Stechmücken, Trauermücken  und kleine Bienen bestäubt wird, bildet auch Brutknospen an den Spitzen der Laubblätter aus, die zur vegetativen Vermehrung beitragen und zur Büschelbildung führen.
Die Blütezeit erstreckt sich in Abhängigkeit von Höhenlage und Standort von Anfang Juli bis Ende August, wobei die Hauptblütezeit Mitte Juli bis Mitte August ist.
Die Chromosomenzahl beträgt 2n = 28.

## Ökologie und Verbreitung
Die Sumpf-Weichorchis ist ein Florenelement der südlich temperaten bis borealen Florenzone. Ihr Verbreitungsareal erstreckt sich auf der nördlichen Halbkugel von Nordamerika bis Ostasien, über weite Teile Nord- und Mitteleuropas. Die südliche Verbreitung endet im Südwesten Frankreichs und im Norden Italiens.
Die Sumpf-Weichorchis ist in Hoch- und Zwischenmooren, auf nassen, mäßig sauren Torfschlammböden bis zu einer Höhenlage von 1.160 Metern anzutreffen. Nach Baumann und Künkele besitzt die Art in den Alpenländern folgende Höhengrenzen: Deutschland 37–1160 Meter, Frankreich 0–900 Meter, Schweiz 884–1100 Meter, Österreich 500–777 Meter, Italien 1080 Meter, Slowenien 150–460 Meter. In Europa gedeiht die Art zwischen 0 und 1160 Meter Meereshöhe.
Sie findet sich in Pflanzengesellschaften des Verbands Rhynchosporion albae, gern zusammen mit Bleichmoosen der Gruppe Sphagnum subsecundum.
(Aufschlüsselung siehe: Pflanzensoziologische Einheiten nach Oberdorfer).
Deutschland
Die früher noch zahlreicheren Vorkommen im Norddeutschen Tiefland sind bis auf wenige Restareale erloschen. Das heutige Hauptverbreitungsgebiet liegt im Alpenvorland.
Österreich
Am Almsee in Oberösterreich wurde vor kurzem ein Standort dieser inzwischen weithin als nahezu ausgestorben geltenden Orchideenart entdeckt.
Schweiz
In der Schweiz existiert nur ein sehr seltenes Vorkommen dieser Art im Raum Einsiedeln. Die Art ist in der Schweiz „vom Aussterben bedroht“. Die ökologischen Zeigerwerte nach Landolt et al. 2010 sind in der Schweiz: Feuchtezahl F = 4+w (nass aber mäßig wechselnd), Lichtzahl L = 4 (hell), Reaktionszahl R = 1 (stark sauer), Temperaturzahl T = 3+ (unter-montan und ober-kollin), Nährstoffzahl N = 2 (nährstoffarm), Kontinentalitätszahl K = 2 (subozeanisch).

## Naturschutz und Gefährdung
Die Sumpf-Weichorchis ist europaweit vom Aussterben bedroht und steht demzufolge jeweils auf den Roten Listen. Wie alle in Europa vorkommenden Orchideenarten steht sie deshalb unter strengstem Schutz europäischer und nationaler Gesetze. Die Art ist in Deutschland durch die BArtSchV besonders geschützt.
Hier die Anzahl der Einträge in den Roten Listen:
- Deutschland: 2
- Bundesländer: Baden-Württemberg: 1, Bayern: 2, Berlin: 0, Brandenburg: 1, Bremen: 1, Hamburg: 0, Hessen: 0, Mecklenburg-Vorpommern: 1, Niedersachsen: 1, Nordrhein-Westfalen: 1, Rheinland-Pfalz: 0, Saarland: 0, Sachsen-Anhalt: 0, Sachsen: 0, Schleswig-Holstein: 1, Thüringen: 1
- Schweiz: Sehr selten
- Österreich: k. A.

Der Torfabbau und die Trockenlegung von Mooren zur anderweitigen Nutzung, wie zum Beispiel  Aufforstung, hat diese seltene Orchideenart in vielen Gebieten zum Aussterben verurteilt. Die wenigen, verbliebenen Restvorkommen müssen unter strengen Schutz gestellt werden. Das bedeutet unter anderem auch, dass ein Betreten der letzten Habitate gänzlich verboten ist.

## Taxonomie und Systematik

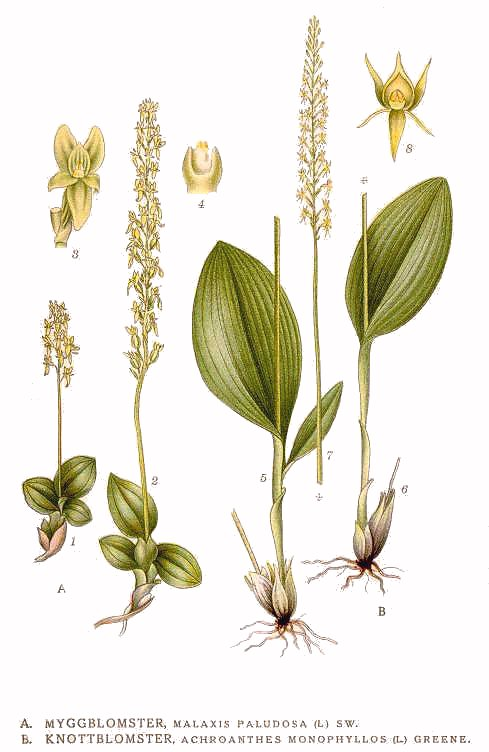
Hammarbya paludosa (A, links)
Abbildung in:
C. A. M. Lindman:
Bilder ur Nordens Flora
Stockholm (1917–1927)
Tafel 417 (links)

Der aktuelle wissenschaftliche Name lautet: Hammarbya paludosa (L.) Kuntze und wurde 1891 durch Carl Ernst Otto Kuntze in Revisio Generum Plantarum …. Band 2, S. 665 veröffentlicht. Neben dem Erstbeschreibungsnamen, Ophrys paludosa  L., dem Basionym von 1753 in Species Plantarum Tomus II, S. 947, gibt es einige Synonyme:
- Orchis paludosa (L.) Pall. (von 1776)
- Epipactis paludosa (L.) F.W. Schmidt (1795)
- Malaxis paludosa (L.) Sw. (1800, akzeptiert von einigen Autoren)
- Sturmia paludosa (L.) Rchb. (1829)

Die Art ist wenig variabel und es wurde lediglich eine Varietät beschrieben:
- Hammarbya paludosa var. robusta Verm. 1949.